# Игровой контроллер
Игровой контро́ллер — устройство ввода информации, которое используется в видеоиграх. Контроллер обычно присоединяется к игровой приставке или персональному компьютеру (ПК).
При помощи игрового контроллера игрок управляет движением и действиями элементов игры. При этом тип элементов зависит от самой игры, но чаще всего это один из персонажей игры.

## Типы игровых контроллеров

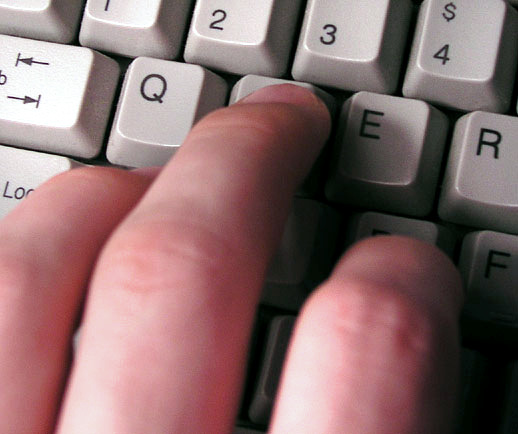
Широко используемое в играх сочетание клавиш WASD

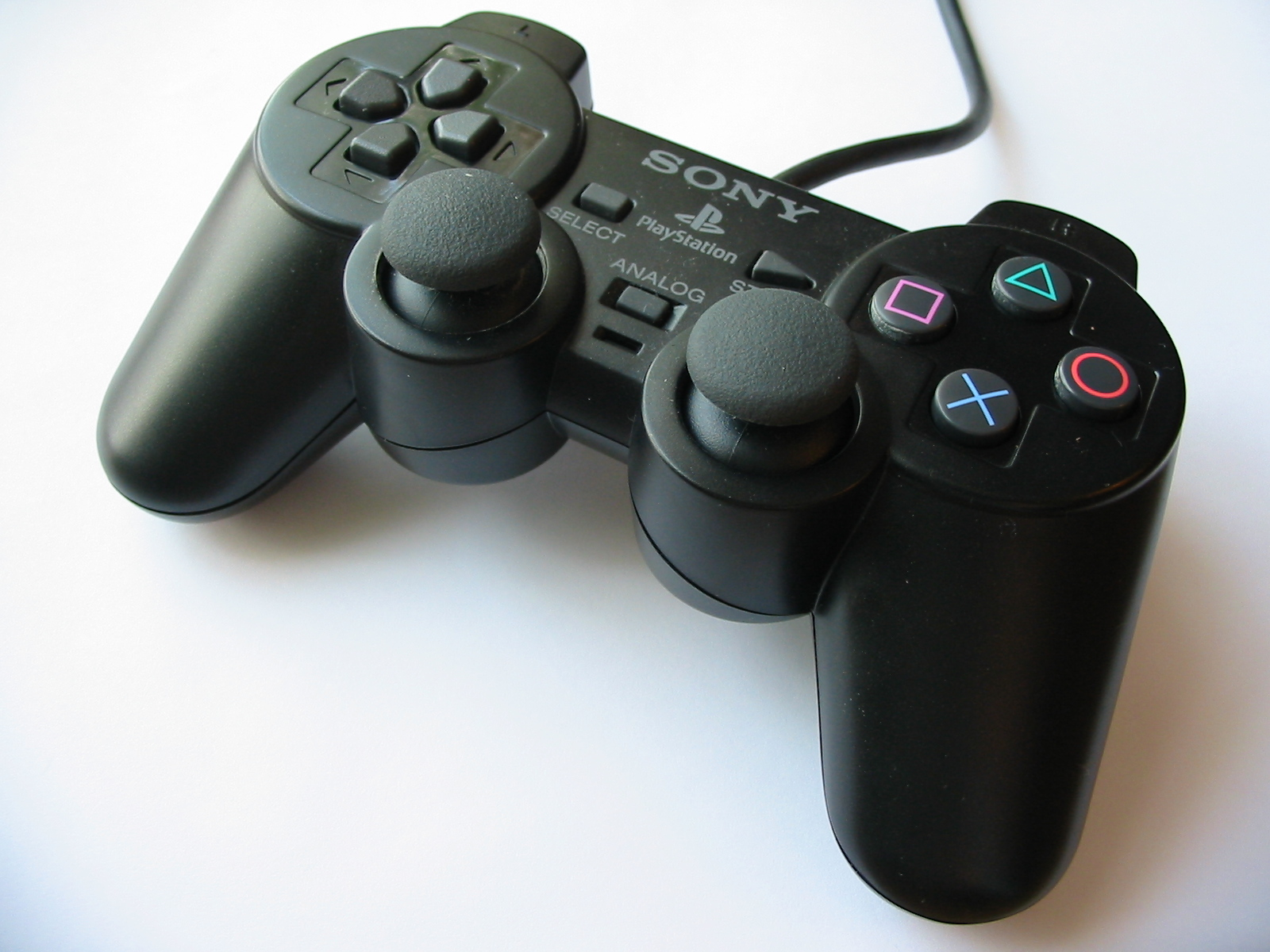
DualShock II для PlayStation 2

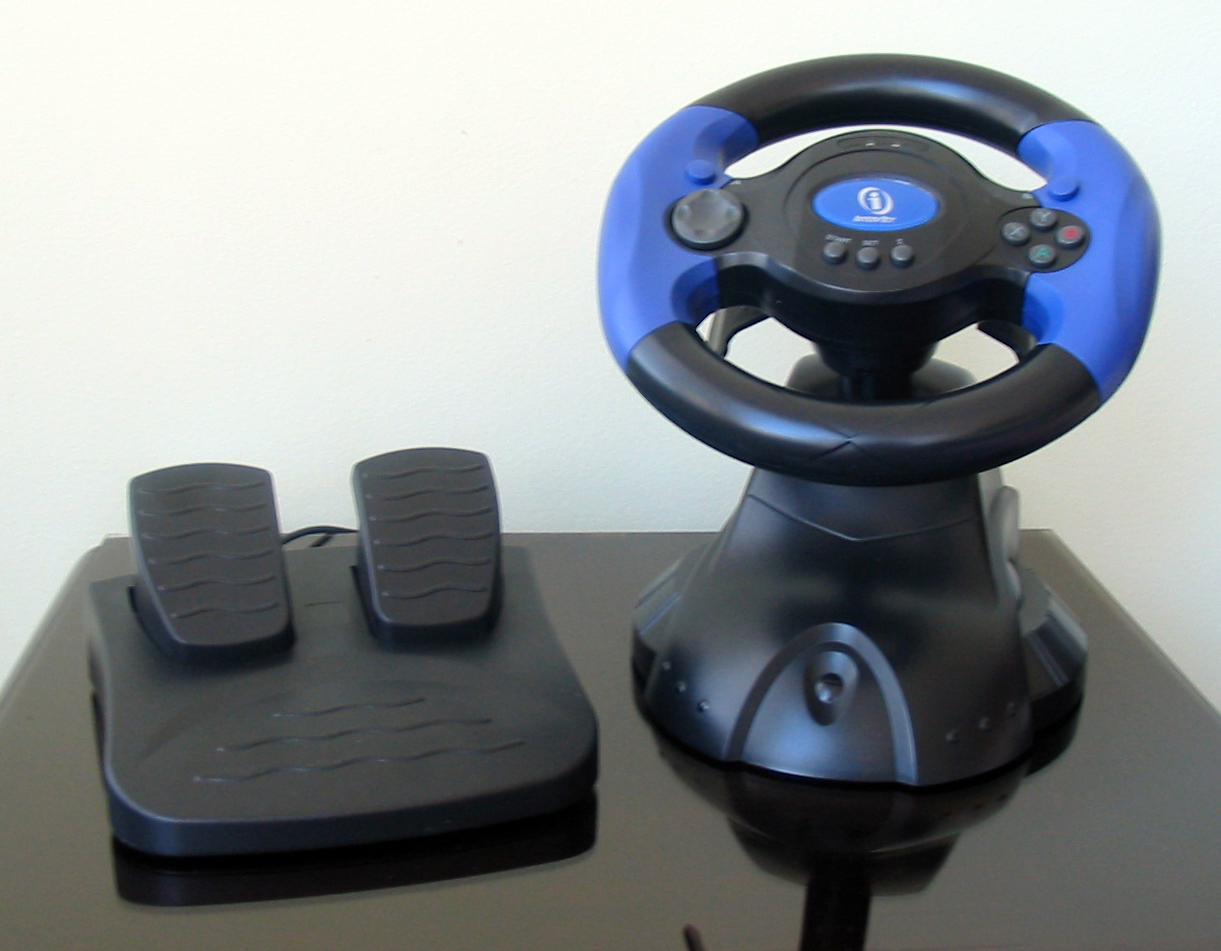
Руль InterAct V-Thunder для GameCube

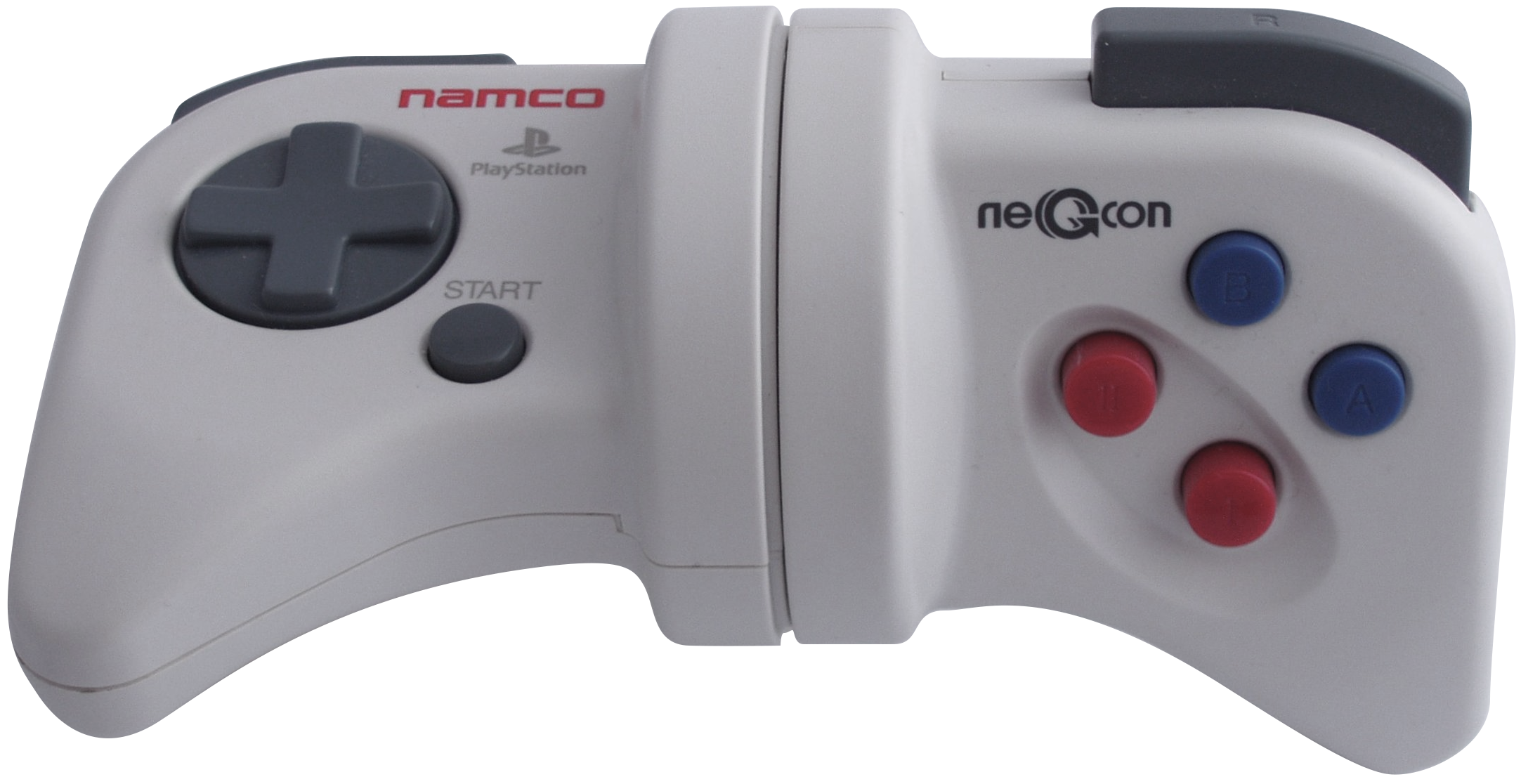
Negcon — один из вариантов гоночного геймпада (в повёрнутом состоянии).

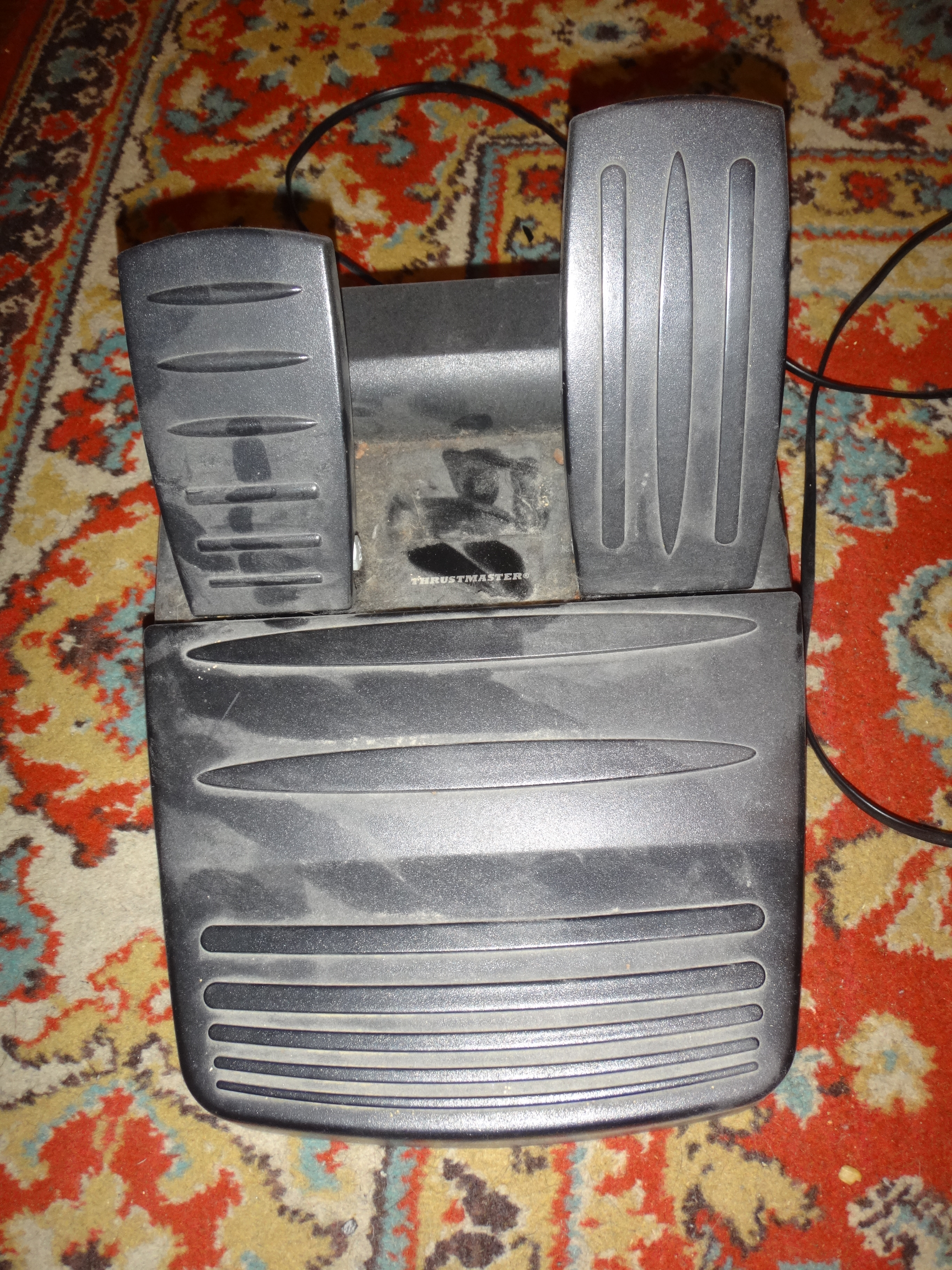
Педали для автогонок, идущие в комплекте с джойстиком

### Традиционные
Типовые устройства ввода игровые аппараты — телефоны, ПК, приставки — гарантированно имеют одно из этих устройств.
- Клавиатура и мышь — поскольку эти устройства стали типовыми устройствами ввода для персональных компьютеров, они же обычно используются и для компьютерных игр. Некоторые игровые приставки также допускают подключение мыши и клавиатуры и управление ими в играх.
- Геймпад (игровой пульт) — для аркадных игр. Геймпад является основным устройством ввода в игровых приставках.
- Paddle — контроллер, имеющий ручку для вращения и одну или несколько кнопок действий.
- Трекбол — выглядит как шар, наполовину выступающий из основания, шар двигают, проводя по нему ладонью.
- Эйр-маус — контроллер с системой 6DoF[что?], работающий по принципу компьютерной мыши, но в пространстве, а не на плоскости (см. также Акселерометр).[источник не указан 631 день]
- Сенсорный экран — применяется в телефонах, КПК и портативных консолях. В некоторых играх существуют элементы геймплея, ориентированные специально на сенсорный экран.

### Специализированные
К специализированным отнесены устройства, ориентированные на определённые типы игр.
- Джойстик — изначально был универсальным игровым устройством. Выяснилось, что в быстрых играх предпочтительнее клавиатура или игровой пульт, и джойстик стал специализированным устройством для авиасимуляторов. Тем не менее, по привычке игровые контроллеры часто называют «джойстиками».
- Автомобильный или мотоциклетный руль — для гоночных симуляторов.
  - Гоночный геймпад — для упрощения игры в гонки на приставке. По сути, это обычный геймпад, в который встроена дополнительная рулевая ось (а иногда и аналоговые кнопки газа и тормоза). Такое устройство стоит намного дешевле полноценного руля.
- Штурвал — для гражданских авиасимуляторов (военные авиасимуляторы используют джойстик).
- Педали — причём педали для авто- и авиасимуляторов имеют принципиально разную конструкцию.
- компьютерный РУД — для авиасимуляторов.
- Рычаг переключения скоростей — для автосимуляторов.
- Пистолет — для стрельбы в объекты на экране.
- Графический планшет — может использоваться для управления курсором вместо мыши.
- Ритм-контроллеры — используются в музыкальных играх и имитируют музыкальные инструменты, такие как гитары, барабаны или пульт диджея (для игр, входящих в семейство Bemani).
- «Танцевальная платформа» (англ. dance pad)[1] — площадка для танцев (как на игральных автоматах). Представляет собой площадку с несколькими кнопками, на которые можно наступать ногами. Геймплей таких игр заключается в поочерёдном наступании на нужные кнопки, такая «встряска» действительно отдалённо напоминает танец.
  - На танцевальную платформу похож Wii BalanceBoard.
- Игровая клавиатура — специализированная клавиатура, кнопки на которой расположены в соответствии со спецификой той или иной игры.
- Контроллер-удочка — для игр-симуляторов рыбалки.
- Микрофон — в некоторых играх микрофон или гарнитура используется в качестве вторичного устройства ввода, с помощью которого подаются команды игре или персонажу и происходит общение игроков.
- Пульт для симуляторов поезда — имитатор пульта для управления тяговым железнодорожным/трамвайным подвижным составом. Существуют несколько мелких производителей; на первых порах из-за отсутствия стандарта специальная резидентная программа либо преобразовывала команды пульта в нажатия клавиш, либо напрямую связывалась с игрой. На данный момент (2016) относительным стандартом стал RailDriver[2][3].

### Технологиизахвата движений
С начала 2000-х годов для игры в авиасимуляторы и для людей с ограниченной подвижностью производили системы отслеживания движений головы. В их числе: промышленные устройства TrackIR и кустарные решения HeadJoy, Cam2Pan, Ender’s Tracker. Также существовали экспериментальные виды геймплея, использующие в качестве контроллера веб-камеру. Так, в игре Flight of Fancy видеокамера следит за движениями (позами) игрока и используется для управления полётом дракона.
Выяснилось, что подобные игры в компании перед большим телевизором довольно занимательны, и первой удачной попыткой сделать захват движения мейнстримом стал Wii Remote, необычной формы пульт, отслеживающий своё положение в пространстве с помощью ИК-датчиков и акселерометров. Ответом от Sony стал PlayStation Move. В комплекте Move Starter Pack вместе с контроллером движений PS Move идёт маленькая камера PlayStation Eye, которая отслеживает движения контроллера в трехмерном пространстве и распознаёт образы. 

В 2010 году появился Microsoft Kinect, позволяющий использовать устные команды, позы тела и показываемые объекты или рисунки.

### Экспериментальные

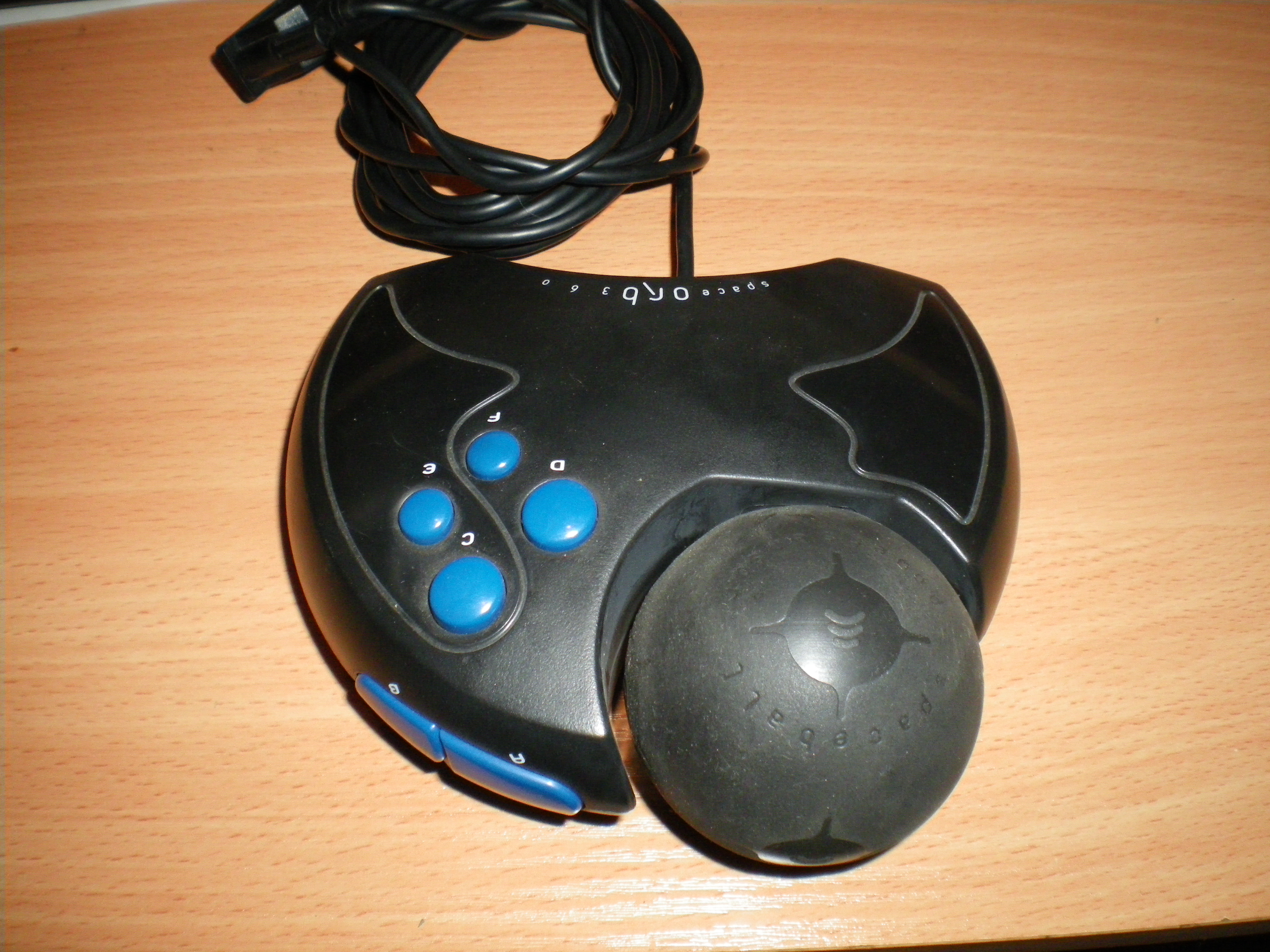
SpaceOrb 360

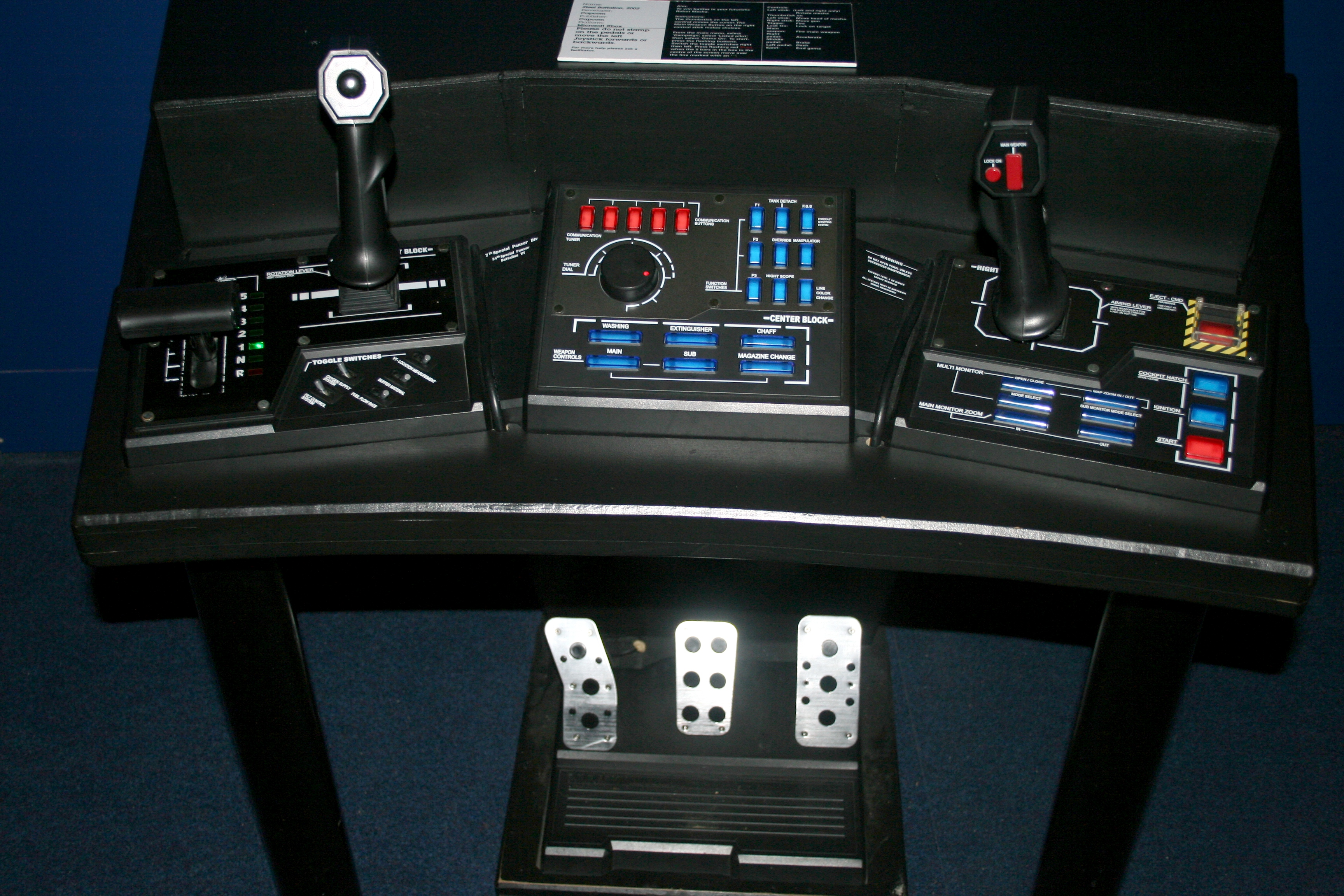
Приборная панель органов управления «Vertical Tank» Control System выпущенная для игры Steel Battalion (возможно подключение к MechWarrior 3 и 4)

К экспериментальным также отнесены устройства, которые существуют в единственной модели, либо после небольшого числа моделей от них отказались.
- Microsoft Strategic Commander[англ.][7] и Logitech CyberMan 1 (1984 г.)[8] — когда-то считавшийся перспективным гибрид джойстика и мыши, представлявший собой джойстик, рукоятка которого похожа на многокнопочную мышь на ножке. В связи с тем, что основные покупатели джойстиков — это любители авиасимуляторов, интересный гибрид не получил большого распространения.
- Frag-master[9] — гибрид джойстика и руля, представляющий собой джойстик, у которого рукоять в виде треугольного руля (острым концом вверх).
- Titans Sphere[10] — мяч со сквозной дыркой и двумя вертикальными качающимися ручками по бокам.
- Vertical Tank Control System — игровой контроллер для управлениями играми в жанре симулятор меха, выпущенный для игры Steel Battalion[англ.][6][11]

## Калибровка джойстика
В устройствах для игрового порта потенциометры находятся в джойстике, а АЦП — в компьютере. Поэтому возвращаемые джойстиком числа зависят как от экземпляра АЦП, так и от экземпляра джойстика. Калибровка — это процесс определения, какие числа джойстик возвращает, когда ручка сдвинута до упора вверх, какие — когда до упора вниз, какие — когда она в центре, и т. д. Для калибровки пользователь должен переместить ручку джойстика во все доступные крайние положения, а затем вернуть её в центр.
Стандарт USB HID позволяет джойстикам возвращать как «сырые» (некалиброванные) значения (в таком случае джойстик придётся откалибровать вручную), так и окончательные калиброванные (такой джойстик ручной калибровки не требует, все калибровочные величины записаны прямо в память джойстика). Со временем из-за износа джойстик раскалибровывается, и приходится записывать в компьютер (в первом случае) или в джойстик (во втором случае) новые значения.

## Обратная связь
Существуют два вида обратной связи:
- Force feedback — полноценная обратная связь, позволяющая сделать компьютерные симуляторы ещё более реалистичными.
- Vibration feedback — обратная связь, реализованная не за счёт сервомоторов (как в Force feedback), а за счёт простого вибрационного механизма.

## Субкультура самодельных джойстиков
Электрическая схема устройств на игровом порту чрезвычайно проста — вся электроника уже имеется в компьютере, надо только подключить потенциометры и кнопки. Поэтому в конце 90-х — начале 2000-х годов существовало движение людей, строивших самодельные игровые устройства. Особенно это касалось рулей — качающийся узел джойстика сложен в реализации. Появление USB, force feedback и относительно качественных покупных джойстиков по доступным ценам положило конец этой практике.
Первая удачная попытка сделать доступный USB-джойстик случилась около 2004 года: словак Igor Češko (известный, помимо прочего, ИК-приёмником для телевизионных пультов) и литовец Mindaugas Milasauskas разработали MJoy — недорогую плату USB-джойстика. Чаще делают уже не рули (в продаже имеется немало рулей приемлемого качества), а сложные многоосные джойстики для железнодорожных и авиасимуляторов: force feedback там не столь критичен, как для автомобилей, а иногда откровенно мешает. К тому же в самолётах огромное количество органов управления: двухосная ручка управления самолётом с триммерами, педали руля направления, ручки управления двигателями по числу двигателей… В случае с необходимостью воссоздать реалистичный пульт управления локомотивом, ситуация не менее простая. Нередки случаи, когда к одному компьютеру подключаются два-три восьмиосных контроллера MJoy16.
Кроме того, среди гиков и ностальгирующих энтузиастов популярны различные модификации контроллеров от старых игровых приставок, которые позволяют подключать их к компьютеру или даже к приставкам последних поколений посредством шины USB. Так, Raphael Assénat написал прошивку для микроконтроллера ATmega8, которая позволяет геймпадам от популярных 8- и 16-битных приставок работать с ПК. А переработанные версии самого устройства, прошивки, позволяющей помимо ПК подключать геймпады ещё и к PlayStation 3, и инструкции на русском языке распространяются под свободными лицензиями.
Дальнейшее развитие субкультуры самодельных джойстиков связано с микроконтроллерными стендами — небольшими платами с припаянными на заводе микроконтроллером и минимальной обвязкой (микросхему поверхностного монтажа вручную припаять непросто). Один из наиболее известных микроконтроллерных стендов — Arduino (хотя существуют и другие, более мощные). Если купить такую плату (например, через eBay), джойстик спаять даже проще, чем построенный на DIP-компонентах MJoy.